# Drei reizende Schwestern: Willkommen im Rampenlicht
Willkommen im Rampenlicht ist der fünfte Schwank der Drei-reizende-Schwestern-Fernsehreihe aus dem Jahr 1988. Er wurde am 31. Dezember 1988 zum ersten Mal im Programm des Fernsehens der DDR ausgestrahlt.

## Handlung
Meinhard Seidenspinner will eigentlich seiner großen Liebe Irmgard Schulze-Knopf das Ja-Wort geben, doch das zunehmend herrische Verhalten Irmgards hält ihn immer wieder davon ab. Hinzu kommt, dass Irmgards ältere Schwester Mathilde ihm gerade gestanden hat, ebenfalls in ihn verliebt zu sein. Selbst sein Schwiegervater in spe versucht ihm die Heirat auszureden, denn er hat sofort bemerkt, dass seine Tochter ihren zukünftigen Mann nur wie einen Dienstboten behandelt. Unter dieser Voraussetzung sieht sich Meinhard Seidenspinner außer Stande, den geplanten Polterabend zu feiern. Allerdings ist schon alles vorbereitet und auch Irmgards Mutter ist bereits eingetroffen. Die herrische alte Dame übertrifft noch ihre dominante Tochter Irmgard und übernimmt sogleich das Kommando. Ihr Mann hält das auch nur mit Abstand aus. So hat er sich nur kurz sehen lassen und ist dann wieder verschwunden. Die Schwestern befürchten einen seiner gefürchteten kleinen Streiche und behalten damit Recht: Oscar Knopf hat einfach beim Standesamt die Hochzeit seiner Tochter abgemeldet. Zu allem Überfluss trifft gerade jetzt die „Polterbrigade“ ein, die zur Erheiterung der Gesellschaft zum Polterabend gedacht war.
Irmgard fühlt sich sehr verletzt, besteht aber darauf, die geplante Hochzeitsreise durchzuführen. In der Theater-Pension „Rampenlicht“ wartet die nächste unangenehme Überraschung, denn nicht nur ihre Schwester Olga hat sich hier mit ihrem neuen Begleiter, Ewald Schramm, eingemietet, sondern auch ihre Mutter ist ihnen hinterher gereist. Es dauert nicht lange und auch Irmgards Vater erscheint und versucht seine Beweggründe, die Hochzeit abzusagen, zu erklären. Angeblich ist Meinhard Seidenspinner sein illegitimer Sohn und damit wäre eine Hochzeit mit seiner Halbschwester gesetzwidrig. Einzig Meinhard durchschaut das falsche Spiel, ist aber damit recht glücklich, Oscars Tochter nicht heiraten zu müssen. Irmgard tröstet sich derweil mit einem anderen Pensionsgast und Alwine kommt dahinter, dass ihr Oscar geschwindelt hat und nicht der Vater von Meinhard sein kann. Als sie dessen Beweggründe erfährt, trägt sie die Entscheidung, einen Stiefsohn zu haben mit. Das ganze platzt jedoch, als auch Meinhards Mutter in der Pension eintrifft und nun alle die Wahrheit erfahren.